# Ці Хуей
Ці Хуей (1 січня 1985) — китайська плавчиня.
Учасниця Олімпійських Ігор 2004, 2008 років. Медалістка Чемпіонату світу з водних видів спорту 2001, 2003 років. Чемпіонка світу з плавання на короткій воді 2002, 2006 років.
Переможниця літньої Універсіади 2003, 2005 років.